# Лисановка
Лиса́новка (каз. Лысанов) — село у складі Федоровського району Костанайської області Казахстану. Входить до складу Воронезького сільського округу.
Населення — 154 особи (2021; 227 у 2009, 312 у 1999, 391 у 1989).